# Super W 2018
El Super W 2018 fue la primera edición del torneo profesional de rugby femenino de Australia.

## Sistema de disputa
Cada equipo disputó sus encuentros frente a cada uno de los rivales a una sola vuelta, posteriormente los dos mejores equipos clasificaron a la final.
Puntuación
Para ordenar a los equipos en la tabla de posiciones se los puntuará según los resultados obtenidos.
- 4 puntos por victoria.
- 2 puntos por empate.
- 0 puntos por derrota.
- 1 punto bonus por ganar haciendo 3 o más tries que el rival.
- 1 punto bonus por perder por siete o menos puntos de diferencia.

## Desarrollo

### Fase regular
| Pos. | Equipo                   | Encuentros | Encuentros | Encuentros | Encuentros | Tantos | Tantos | Tantos | PB | Puntos |
| Pos. | Equipo                   | PJ         | PG         | PE         | PP         | F      | C      | Dif    | PB | Puntos |
| ---- | ------------------------ | ---------- | ---------- | ---------- | ---------- | ------ | ------ | ------ | -- | ------ |
| 1.º  | New South Wales Waratahs | 4          | 4          | 0          | 0          | 131    | 15     | +116   | 2  | 16     |
| 2.º  | Queensland Reds          | 4          | 3          | 0          | 1          | 134    | 53     | +81    | 2  | 14     |
| 3.º  | Western Force            | 4          | 2          | 0          | 2          | 154    | 87     | +67    | 2  | 10     |
| 4.º  | ACT Brumbies             | 4          | 1          | 0          | 3          | 57     | 106    | -46    | 1  | 5      |
| 5.º  | Melbourne Rebels         | 4          | 0          | 0          | 4          | 21     | 239    | -218   | 0  | 0      |

|  | Clasificados a la final. |

### Final
| 20 de abril | New South Wales Waratahs | 16 - 13 | Queensland Reds |  |  |

| Bandera de Australia             |
| Campeón New South Wales Waratahs |
| Primer título                    |